# Ishme-Dagan I
Ishme-Dagan I (Išši’ak Aššur) (fl. XVIII secolo a.C.) fu re di Assiria tra il 1775 e il 1765 a.C. circa.
Condivise il regno con il padre Shamshi-Adad e il fratello Jasmah-Addu dal 1790 alla morte del padre nel 1776 riuscendo a mantenere il controllo su un territorio più piccolo, mentre del fratello si perdono le tracce.
Da un elenco di eponimi dissotterrati a Kanesh nel 2003 risulta che il suo regno durò undici anni, mentre secondo la Lista reale assira, il suo regno è durato dal 1780 al 1730 a.C. circa. Figlio e successore di Shamshi-Adad I, trasmise il trono al proprio figlio Mut-Ashkur.